# Lilawa
Lilawa (arab. ليلوة) – wieś w Syrii, w muhafazie Aleppo. W 2004 roku liczyła 473 mieszkańców.